# Matthew Sharpe
Matthew Sharpe (1991) es un deportista canadiense que compite en triatlón y acuatlón. Ganó una medalla de plata en el Campeonato Panamericano de Triatlón de 2018, y una medalla de oro en el Campeonato Mundial de Acuatlón de 2017.

## Palmarés internacional
| Campeonato Panamericano | Campeonato Panamericano   | Campeonato Panamericano | Campeonato Panamericano |
| Año                     | Lugar                     | Medalla                 | Prueba                  |
| ----------------------- | ------------------------- | ----------------------- | ----------------------- |
| 2018                    | Sarasota (Estados Unidos) | Medalla de plata        | Relevo mixto            |

| Campeonato Mundial | Campeonato Mundial | Campeonato Mundial | Campeonato Mundial |
| Año                | Lugar              | Medalla            | Prueba             |
| ------------------ | ------------------ | ------------------ | ------------------ |
| 2017               | Penticton (Canadá) | Medalla de oro     | Individual         |